# Geociencias Barcelona
Geociencias Barcelona (GEO3BCN), también conocido en catalán como Geociènces Barcelona, es un centro de investigación del Consejo Superior de Investigaciones Científicas (CSIC). Fue creado en 1965 con el nombre de Instituto de Geología de Barcelona y está ubicado en el Campus Universitario de Pedralbes de Barcelona (España). Su nombre anterior era Instituto de Ciencias de la Tierra Jaume Almera, dedicado al geólogo catalán Jaume Almera.

## Descripción
Cuenta con unos 70 científicos, de los cuales alrededor de 30 son de plantilla. Incluyendo el personal administrativo suma más de 100 trabajadores (cifras de 2012).
La investigación se financia mediante contratos con empresas públicas y privadas, así como con proyectos financiados por los gobiernos español, catalán y europeo. La investigación se centra preferentemente en
- Geodinámica y dinámica de la litosfera
- Tectonofísica y Geología
- Geofísica y Sismología
- Vulcanismo y riesgo volcánico
- Erosión y transporte superficial.
- Registro Sedimentario y Paleoambiente
- Limnología y cambio climático
- Medio ambiente
- Sensores Remotos y Modelos Medioambientales
- Propiedades ópticas de los sólidos

GEO3BCN-CSIC está considerado como uno de los centros de investigación en geociencia más relevantes de España. Más allá de su investigación, el instituto sirve como fuente de asesoramiento en casos de emergencias de riesgos naturales y colabora en proyectos relacionados con la industria de los recursos naturales.